# Stylidium piliferum
Stylidium piliferum este o specie de plante dicotiledonate din genul Stylidium, familia Stylidiaceae, ordinul Asterales.

## Subspecii
Această specie cuprinde următoarele subspecii:
- S. p. minor
- S. p. piliferum